# Кастеллальто
Кастеллальто (італ. Castellalto) — муніципалітет в Італії, у регіоні Абруццо,  провінція Терамо.
Кастеллальто розташоване на відстані близько 140 км на північний схід від Рима, 50 км на північний схід від Л'Аквіли, 9 км на схід від Терамо.
Населення — 7519 осіб (2014).

## Демографія
Населення за роками:

Станом на 1 січня 2023 року в муніципалітеті офіційно проживало 613 іноземців з 48 країн, серед них 136 громадян країн Євросоюзу та 11 громадян України.

## Сусідні муніципалітети
- Белланте
- Канцано
- Челліно-Аттаназіо
- Черміньяно
- Мошано-Сант'Анджело
- Нотареско
- Терамо